# Maison des Sept Œuvres de Miséricorde
La Maison des Sept Œuvres de Miséricorde (De Zeven Werken Van Barmhartigheid en néerlandais,) est une maison classée de style baroque située au centre de la ville de Gand, dans la province de Flandre-Orientale en Belgique.
La maison et les six bas-reliefs qui ornent sa façade représentent les sept œuvres de miséricorde corporelles.

## Localisation
La Maison des Sept Œuvres de Miséricorde est située au n° 79 du quai de la Grue (Kraanlei), un quai situé partiellement le long de la Lys.
Elle se dresse juste à côté d'une autre maison baroque remarquable du centre de Gand, la Maison du Cerf Volant.

## Historique
L'édifice date du XVIIe siècle.

Œuvres de miséricorde corporelles
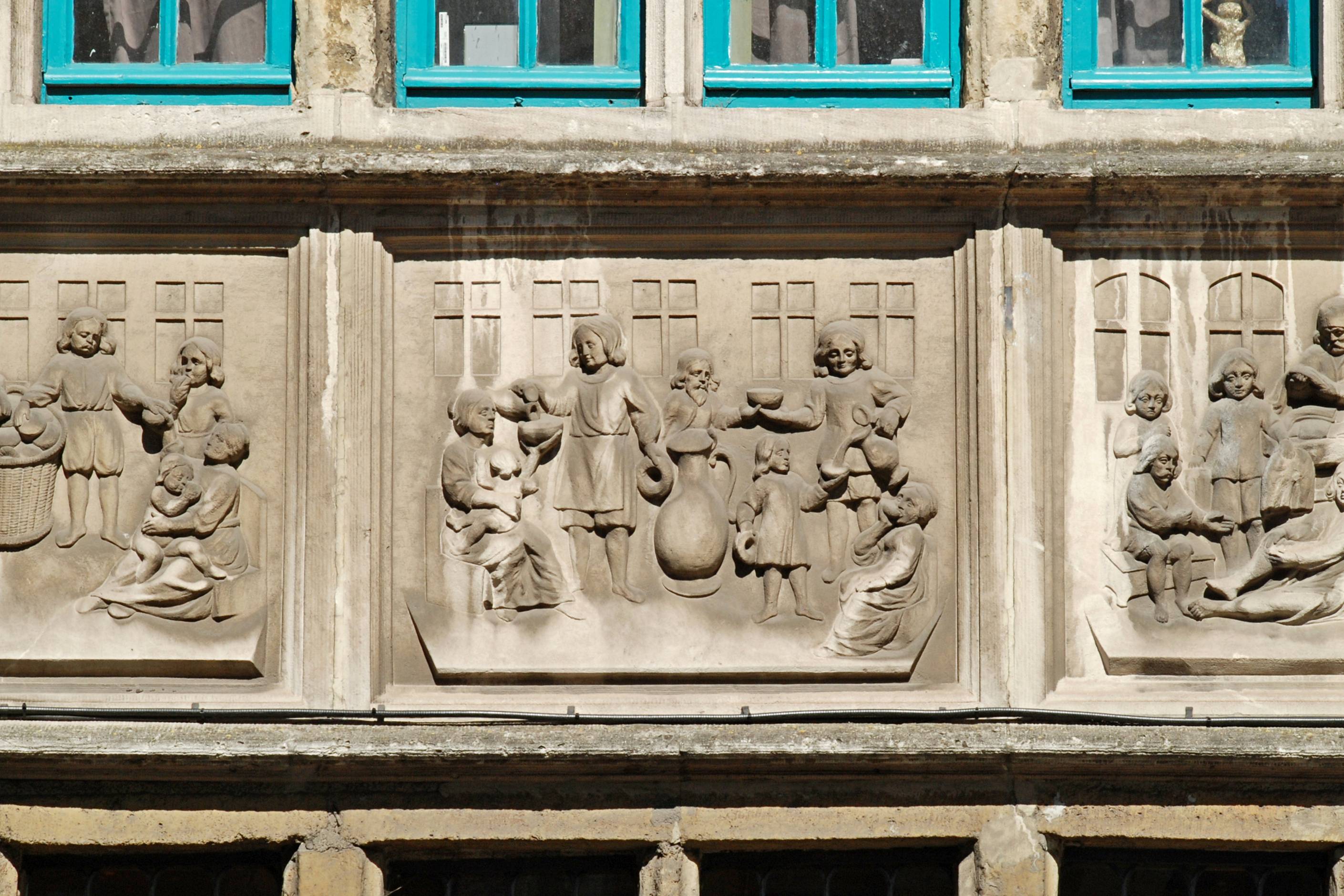
« Donner à boire à ceux qui ont soif ».
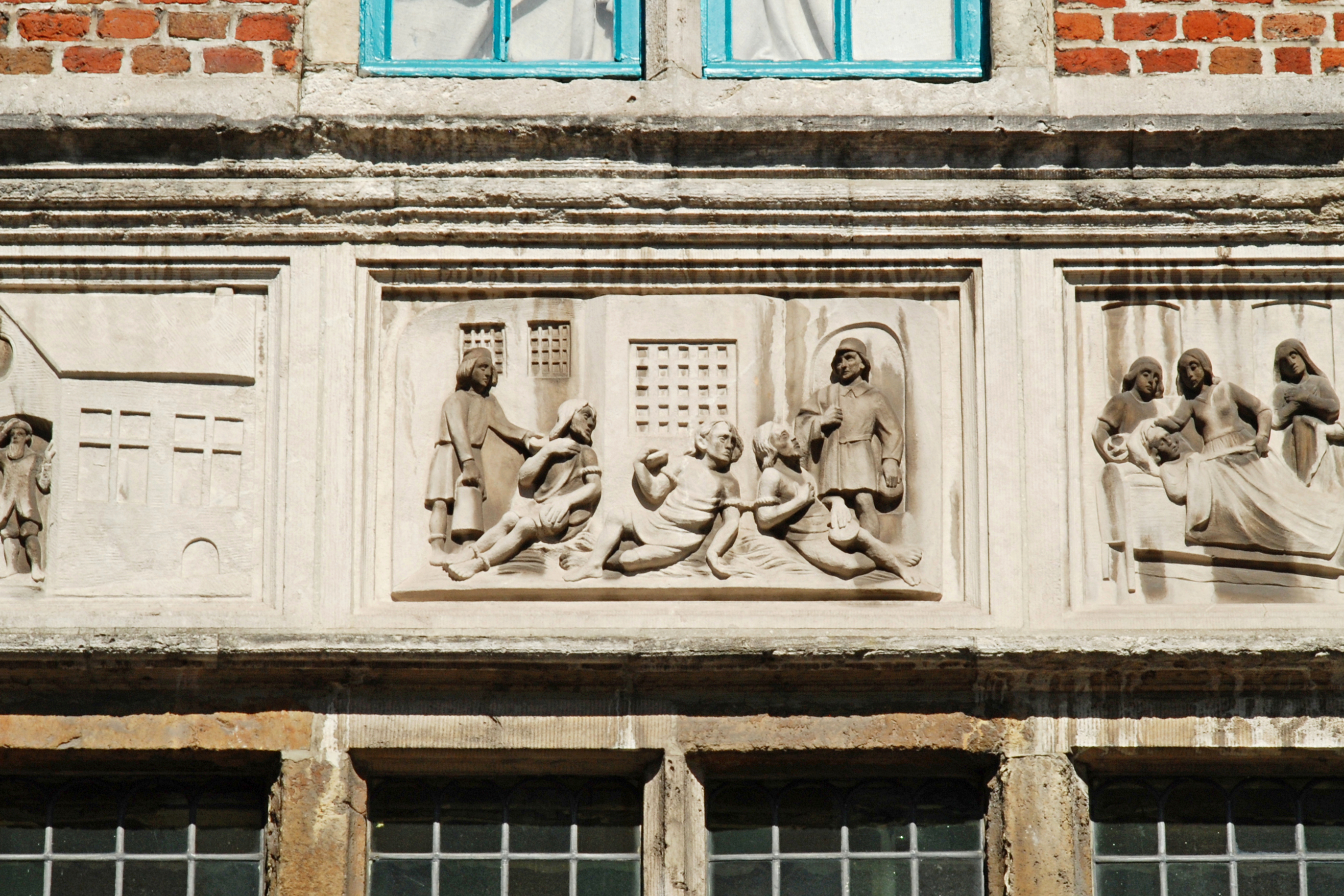
« Visiter les prisonniers ».

## Classement
La maison est classée comme monument historique depuis le 3 septembre 1981 et figure à l'inventaire du patrimoine immobilier de la Région flamande sous la référence 25250.

## Architecture
La maison présente une façade de trois travées richement ornée combinant la brique, la pierre bleue et la pierre blanche (grès).
Le rez-de-chaussée, édifié en pierre blanche avec un soubassement en pierre bleue, est percé d'une porte et de deux fenêtres, toutes trois surmontées de fenêtres d'imposte à meneau de pierre.
Le premier étage est percé de trois fenêtres à croisée au-dessus et en dessous desquelles figurent six bas-reliefs représentant six des œuvres de miséricorde corporelles, à savoir de haut en bas et de gauche à droite :
- ensevelir les morts ;
- visiter les prisonniers ;
- assister les malades ;
- donner à manger aux affamés ;
- donner à boire à ceux qui ont soif ;
- vêtir ceux qui sont nus.

La septième œuvre de miséricorde (accueillir les pèlerins) est symbolisée par la maison elle-même, qui était à l'origine une auberge.
La façade se termine par un pignon très modeste comparé à celui de la maison voisine, composé de deux registres : l'un percé de deux fenêtres de grenier et cantonné de volutes en pierre blanche, l'autre orné d'un fronton triangulaire sans base couronné d'un vase décoratif.

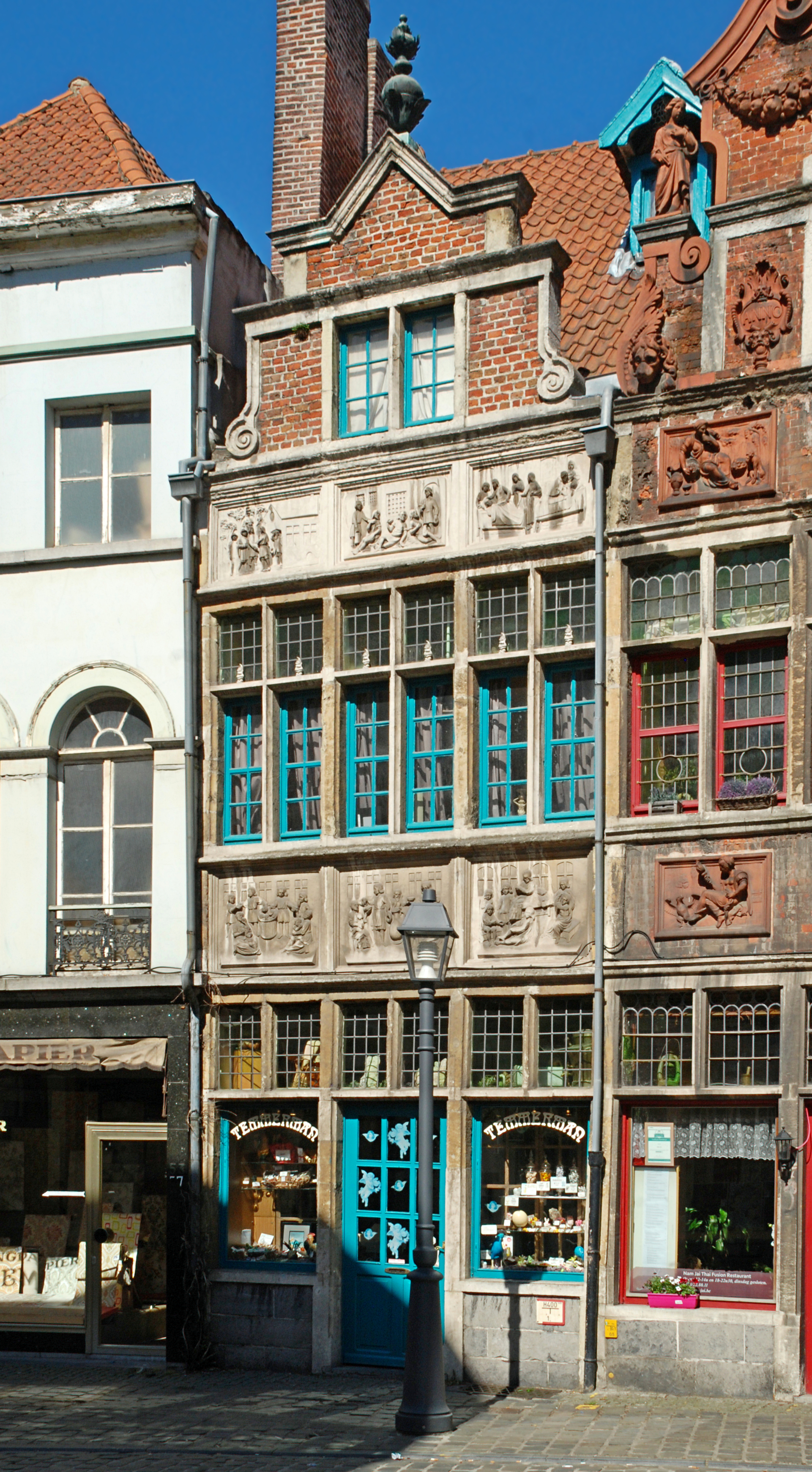
Façade.
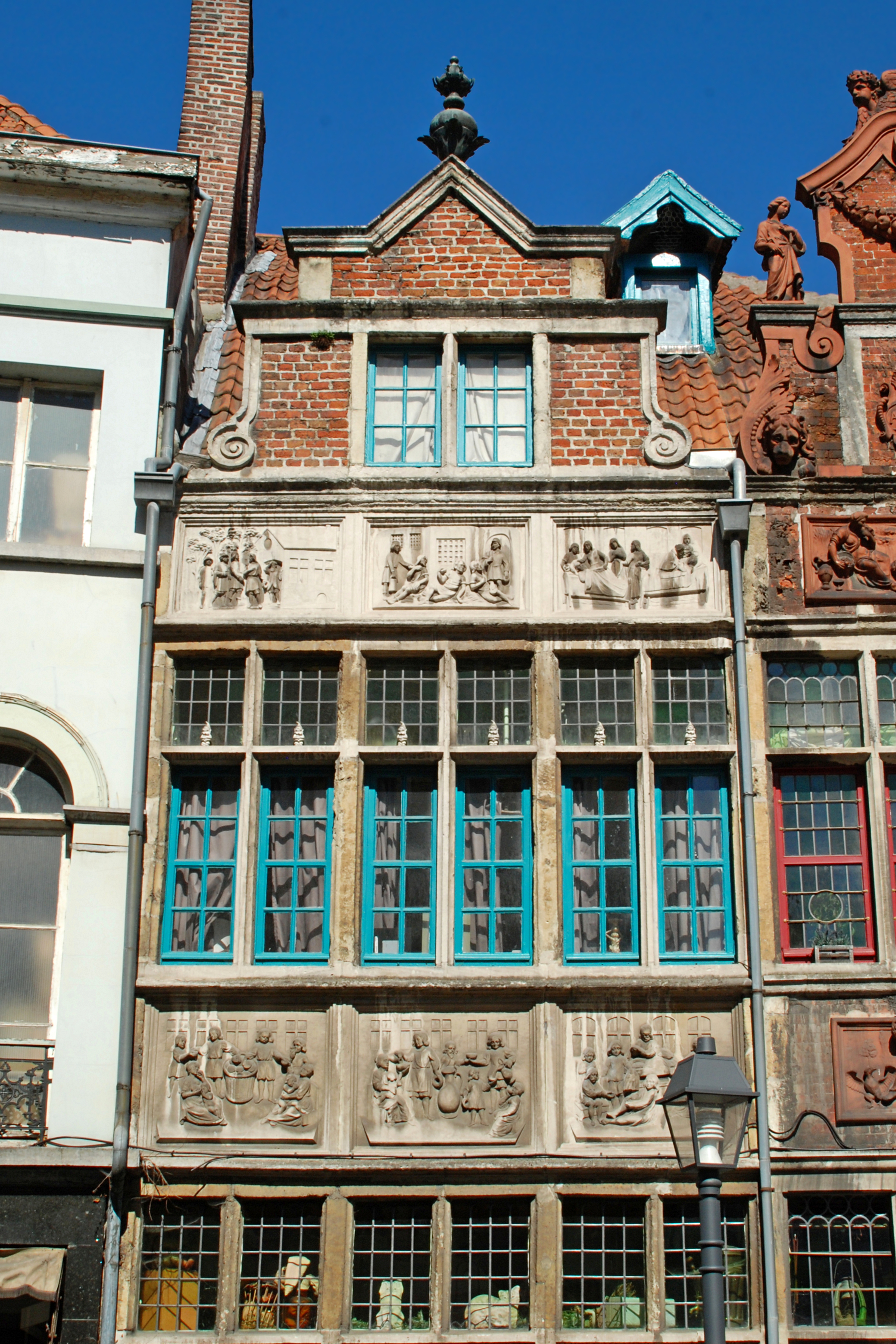
Niveaux supérieurs.
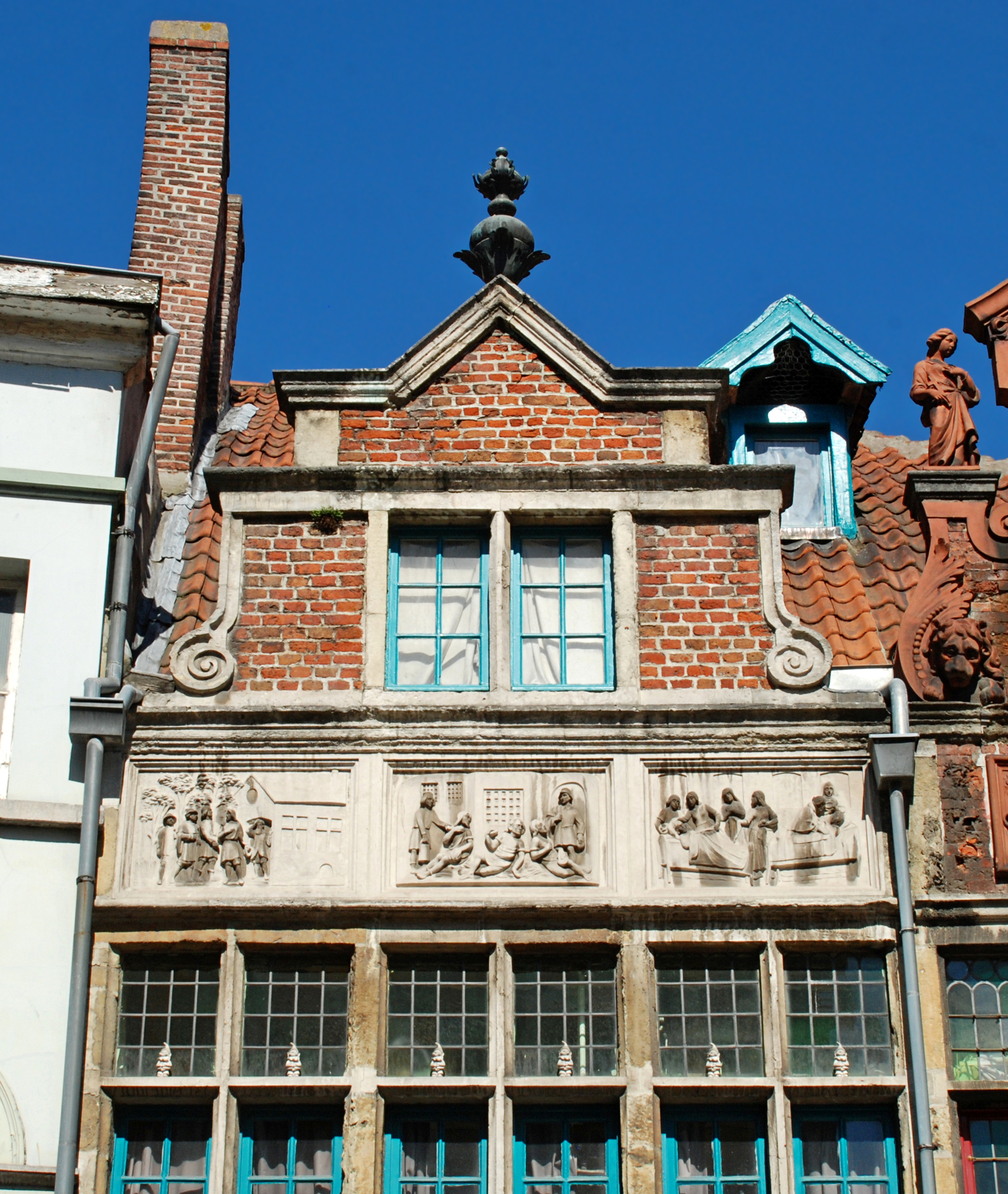
Pignon.